# Плезент Хилс (Пенсилванија)
Плезент Хилс (енгл. Pleasant Hills) град је у америчкој савезној држави Пенсилванија.

## Демографија
По попису из 2010. године број становника је 8.268, што је 129 (-1,5%) становника мање него 2000. године.
| Група             | 2000.         | 2010.         |
| Белци             | 8.132 (96,8%) | 7.781 (94,1%) |
| Афроамериканци    | 110 (1,3%)    | 226 (2,7%)    |
| Азијати           | 90 (1,1%)     | 108 (1,3%)    |
| Хиспаноамериканци | 30 (0,4%)     | 86 (1,0%)     |
| Укупно            | 8.397         | 8.268         |